# União hipostática

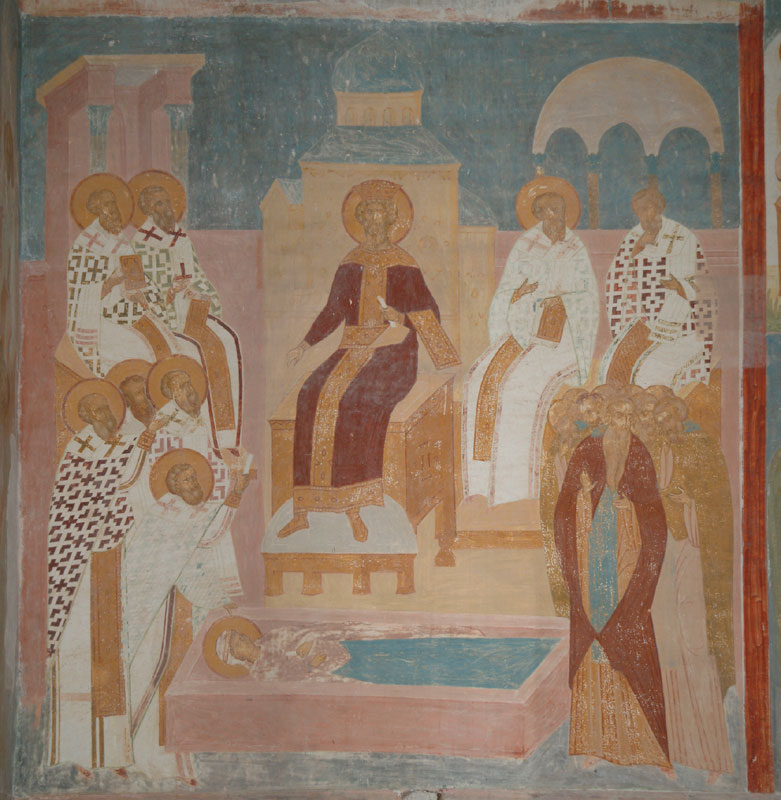
Concílio de Calcedónia realizado em 451, onde ficou definido que o Filho possui as duas naturezas, divina e humana, unidas em uma só pessoa.

União hipostática (do grego: ὑπόστασις hypóstasis, composto por duas palavras ὑπό, "por, sob" e ιστημι, "causar ou fazer ficar de pé, estabelecer, firmar") é um termo técnico na Teologia Cristã empregado principalmente na Cristologia com referência à encarnação para descrever a união das naturezas divina e humana de Cristo em uma pessoa.
No Concílio de Calcedónia, foi estabelecido pela Igreja Católica que nosso Senhor Jesus era Deus verdadeiro e homem verdadeiro, composto de alma racional e corpo, consubstancial ao Pai segundo a divindade, e consubstancial a nós segundo a humanidade.
Santo Tomás de Aquino, em sua Suma Teológica, afirma que "a natureza humana em Cristo, embora seja uma substância particular, como porém entra na união de um ser completo, isto é, de Cristo na sua totalidade, enquanto Deus e homem, não pode chamar-se hipóstase ou suposto; mas é esse ser completo, para o qual concorre, que se chama hipóstase ou suposto".

## Desenvolvimento teológico

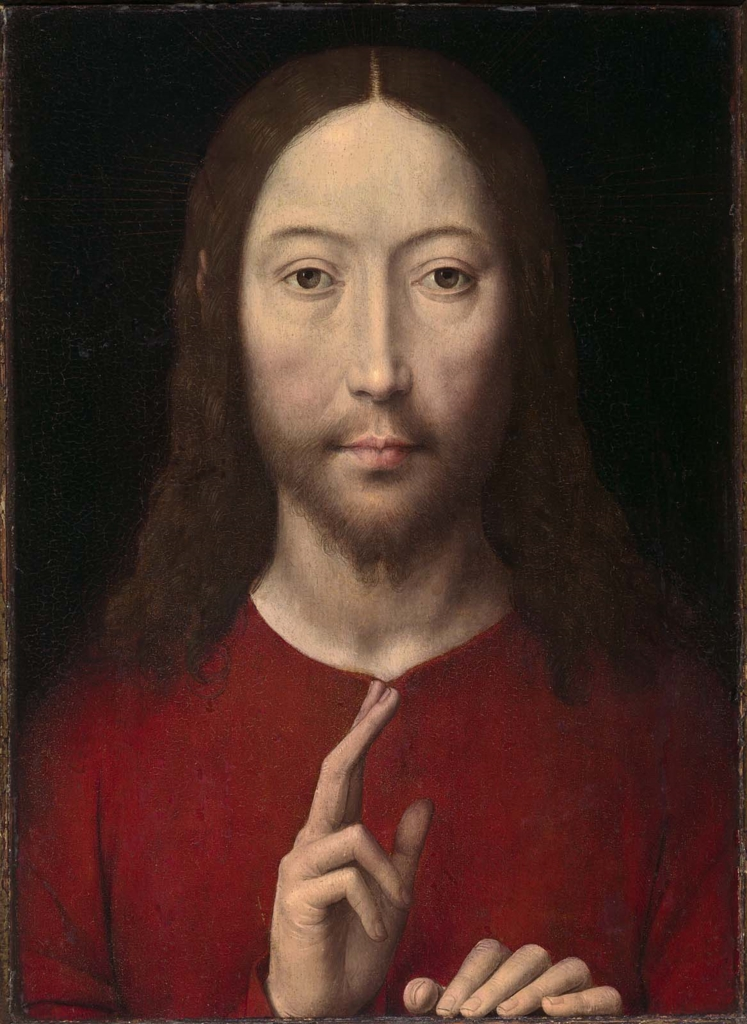
Os dois dedos erguidos da mão direita, simbolizam a União hipostática.

### Tertuliano
Cerca de um século antes do Primeiro Concílio de Niceia, Tertuliano, um bispo nascido em Cartago, já havia enfrentando o dilema do relacionamento entre a natureza humana e divina de Jesus. Ele sabia da necessidade de se enfatizar a divindade do Verbo, mas ao mesmo tempo em como conciliar isso com algo de igual importância, sua humanidade. Tertuliano defende veemente a existência de duas naturezas na pessoa de Cristo, embora não fosse vista com bons olhos inicialmente pelos teólogos ocidentais de sua época, mas que, em seguida, se tornaria base para o estabelecimento da doutrina ortodoxa. Ele também aponta para a existência de uma alma racional em Cristo na sua obra De carne Christi.

### Controvérsias sobre as duas naturezas de Cristo
Logo após a controvérsia ariana, a visão dos teólogos passou para a questão da natureza dupla de Cristo, onde os arianos viam uma forma de atacar a consubstancialidade do Deus Filho com o Pai. Argumentavam que se o Verbo Eterno é consubstancial com o Pai, logo é imutável, porque este é um atributo do Pai. Mas, se o Verbo de Deus, após ter sido encarnado, recebeu extensões da natureza humana, então perdeu sua imutabilidade e portanto não podia ser divino no mesmo sentido que Deus Pai o era. A partir daí vários teólogos e escolas passaram a dar respostas para a questão do relacionamento entre a natureza humana e divina de Nosso Senhor Jesus Cristo.
No Oriente, duas eram as escolas que constantemente debatiam suas ideias em relação à cristologia e a ortodoxia doutrinária, a Escola teológica de Alexandria e a Escola de Antioquia. Os teólogos de Antioquia tinham um forte elemento sírio em seus ensinamentos e sempre enfatizavam as narrativas do Evangelho de forma literal, preocupados em revelar sempre o Jesus histórico e a verdadeira humanidade de Jesus. Os antioquianos, como é o caso de Diodoro e seus alunos, diziam que a verdadeira interpretação bíblica de textos individuais deveria estar sempre relacionada com o contexto da história da salvação. Seu método interpretativo concentrava-se em situar o texto dentro do contexto das promessas de Deus e seus cumprimentos, tanto na vida de Israel quanto da Igreja. Além disso, os antioquianos sempre buscavam aplicações práticas da interpretação do texto bíblico para a vida cristã. Por outro lado, os teólogos de Alexandria - Dídimo, o Cego e Cirilo - possuíam uma forte inclinação helenística e eram um grupo mais homogêneo, diferente de seus rivais antioquinos, onde parte deles possuía bases alexandrinas, o que tornou a cidade de Antioquia palco de grandes disputas entre os dois grupos. Os alexandrinos interessavam-se particularmente nos eventos passados de Israel e buscavam um meio de  gerar crescimento teológico e espiritual para seus leitores através de uma meditação profunda do mistério de Cristo. Traçaremos a partir daqui as principais controvérsias, heresias e decisões finais dos concílios a respeito do tema da União Hipostática do Filho de Deus.

#### Paulo de Samósata
Bem conhecido por meio da História Eclesiástica de Eusébio de Cesareia, onde está relatada a forma pela qual ele veio a ser condenado, foi um teólogo do partido sírio que abraçou o adocionismo de Teódoto de Bizâncio e Artemas em sua cristologia. Não foi condenado apenas por isto, mas também por levar um modo de vida mundano e divergente da fé cristã com constante luxo, altivez e ostentação, sendo acusado de extorquir a fé de irmãos que estavam em desespero espiritual, oferecendo ajuda espiritual em troca de salário. Ele acreditava que em Deus havia apenas uma pessoa, porém podemos distinguir em Deus a razão e a sabedoria. Esta razão e sabedoria não possuem subsistência por si mesmas, mas são meras faculdades ou atributos de Deus. Esta razão (logos), atuou em Moisés, nos profetas, mas principalmente e de forma especial no Filho de Davi. Jesus era, de acordo com Paulo de Samósata, apenas um homem. Ele era "daqui debaixo", mas a Palavra (logos) impessoal o inspirou lá de cima e uniu-se a ele de forma que Jesus era apenas um templo. A conclusão dele é que Jesus não era Deus corporalmente, mas apenas um homem. Sua doutrina rapidamente foi condenada por Málquio de Antioquia e outros do partido origenista.

#### Eustácio de Antioquia
Esta doutrina possui a base pela qual houve o cisma permanente entre as escolas de Alexandria e Antioquia. Eustácio, assim como Paulo de Samósata, acreditava que a divindade de Jesus era impessoal (esta doutrina foi rejeitada posteriormente pelos antioquianos). A fim de enfatizar a humanidade de Jesus, Eustácio distinguia claramente o divino e o humano nele, onde a união entre estes dois elementos se dava pela combinação da vontade humana com a divina, de tal modo que a primeira sempre concordaria com a última. Como conclusão de seu ensino, Jesus era verdadeiramente um homem em sua natureza, com corpo e alma humanos, consubstancial quanto à humanidade conosco, onde habitava a Sabedoria impessoal de Deus, estando presente em Jesus como se ele fosse um templo preparado para ela.

#### Diodoro de Tarso
Seguidor de Eustácio, manteve praticamente a mesma ideia da cristologia de seu mentor, porém com a diferença que agora Diodoro assumiu o caráter pessoal da divindade de Jesus, a qual já estava estabelecida no seu tempo por discussões anteriores. Segundo Diodoro, o Verbo habitava em Jesus como em um templo ou como habitou nos profetas do Antigo Testamento com a diferença de que em Jesus essa moradia seria permanente. Mas o problema foi adiante, pois não era apenas uma questão sobre a diferença entre habitação - ou templo - e aquele que habita nela; o problema é que isso gerava a ideia de distinção entre o Filho de Deus e o Filho de Davi, e foi por causa da doutrina dos dois filhos que todas as obras de Diodoro foram destruídas.

#### Teodoro de Mopsuéstia
Este teólogo é motivo de muitas controvérsias até hoje, pois alguns estudiosos consideram sua doutrina ortodoxa e outros a consideram não-ortodoxa. Da mesma forma que Diodoro, Teodoro ensinava que havia duas pessoas em Cristo, onde a divina é uma e a humana é outra. A união entre as duas naturezas ocorre por meio da comunhão entre a vontade e o pensamento. Seu pensamento seria precursor para as ideias de Nestório ao negar o título teótoco para Maria, porque segundo suas ideias era apenas o homem Jesus quem morria e ressuscitava e nessa linha de raciocínio era impróprio afirmar que Maria era mãe de Deus. Teodoro preocupou-se, em seu ensino, em manter cuidadosamente separadas as atividades e propriedades de cada natureza de Jesus. Teodoro defendia, assim como Tertuliano, a ideia de que em Jesus havia então, duas naturezas habitando uma pessoa, mas ele via essa pessoa como sendo o resultado dessa união e não exatamente como a Segunda Pessoa da Trindade.

#### Apolinário de Laodiceia
Pode-se dizer que enquanto a escola antioquiana desenvolvia sempre uma cristologia do tipo em que o Verbo Divino assume uma natureza humana completa, a escola alexandrina ia no sentido oposto afirmando uma cristologia em que o Logos assumia a carne humana, pois a escola alexandrina estava mais preocupada em rebater o arianismo e manter a imutabilidade do Logos e algumas vezes declarações quase docéticas são atribuídas a teólogos da escola de Alexandria, em Clemente e Orígenes. Apolinário de Laodiceia foi o primeiro a representar firmemente esta doutrina em que o Logos assumia apenas a carne humana. Ele ensinava que Jesus Cristo possuía um corpo humano, mas uma mente divina que não estava sujeita ao pecado nem às paixões humanas. Seu ensino pode pode ter sofrido influência das disputas anteriores entre Málquio de Antioquia e Paulo de Samósata, enquanto ao mesmo tempo Apolinário estava preocupado em refutar também os arianos. Porém, seu ensino que ficou conhecido como apolinarianismo, foi refutado e condenado durante o reinado do Papa Dâmaso I.
Algumas questões soteriológicas levaram os três grandes capadócios Basílio de Cesareia, Gregório de Nazianzo e Gregório de Níssa a combater o ensino apolinarianista, pois para eles somente o que foi assumido é que pode ser redimido. Se o Verbo Divino não assumiu, de fato, a natureza humana completamente, mas apenas a carne humana, então não era possível para Jesus salvar o homem. Além disso, a doutrina da theosis, essencial no pensamento dos padres gregos para a soteriologia estaria sob grave risco, pois segundo eles "Deus se tornou homem para que o homem pudesse se tornar deus" (no sentido de poder tomar parte no caráter e na vida divina, mas não de atingir a divindade).

#### Os Padres Capadócios

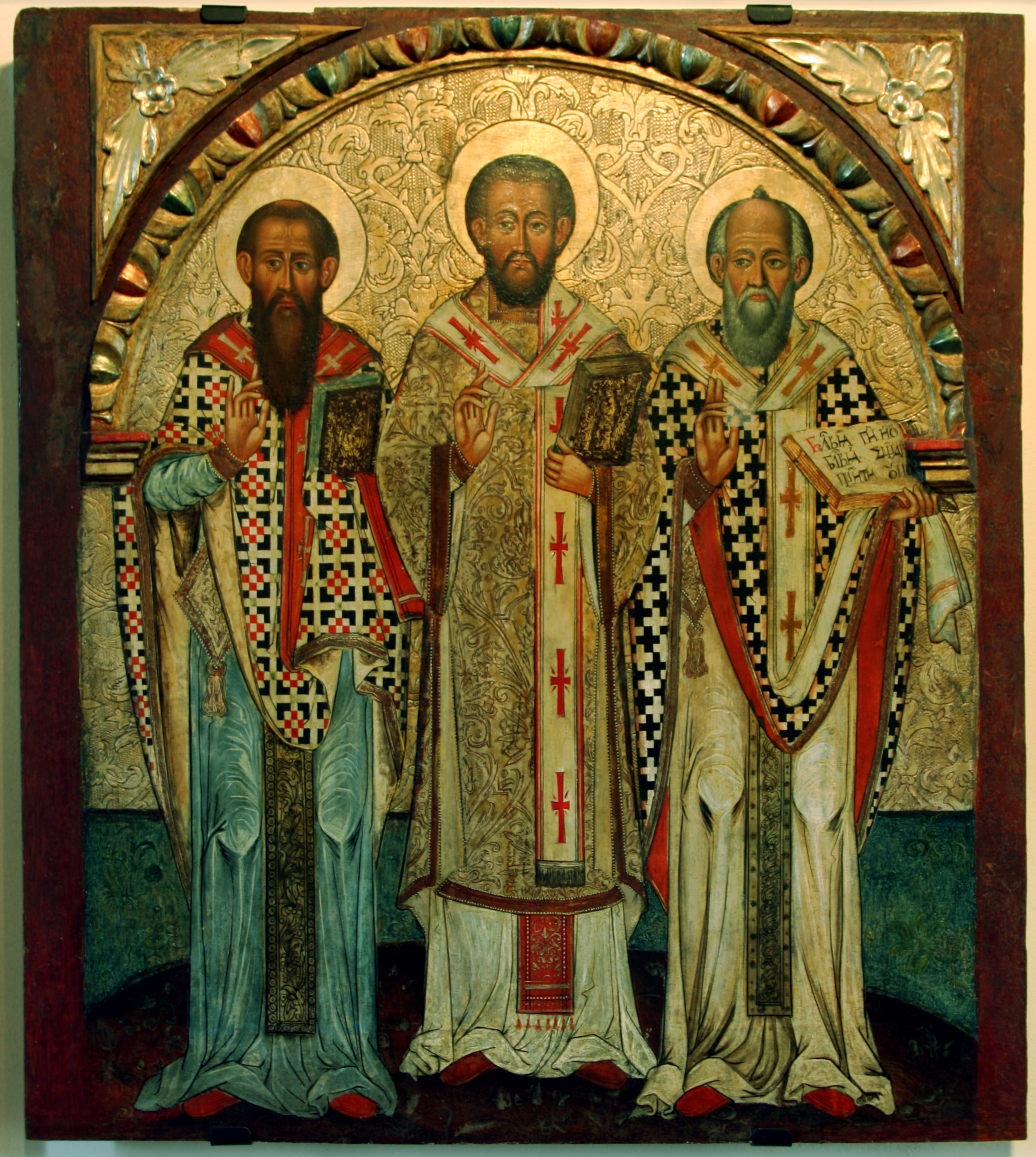
Ícone dos Três Hierarcas Sagrados.
De Lipie (séc. XVII, Museu Histórico em Sanok, Polônia).

Embora tendo sido educados em boas escolas de filosofia e sendo bem conhecidos por suas contribuições para a teologia, os padres capadócios - Basílio de Cesareia, Gregório de Níssa e Gregório de Nazianzo - não desenvolveram uma cristologia muito madura. Os capadócios partem de duas ideias centrais em seu pensamento: a incognoscibilidade de Deus e a deificação do homem por meio da participação na vida divina. Ao assumir a natureza humana, Deus poderia finalmente demonstrar toda a sua bondade, poder, sabedoria e justiça, resgatando a vida do homem e fazendo-o entrar em uma novidade de vida.
Gregório de Nazianzo expõe a sua cristologia centrando-se em uma mistura da natureza divina com a natureza humana, onde a natureza humana seria, por fim, absorvida pela natureza divina. Em geral, os escritores antigos usaram vários meios retóricos e filosóficos para a compreensão das doutrinas bíblicas em seus ensinamentos. Gregório aplica a sua cristologia de forma a direcionar também os cristãos a uma vida mais unida a Cristo, enfatizando que na união da natureza divina com a natureza humana de Cristo, esta última foi elevada (ou deificada) a ponto de ser absorvida pela divina e, portanto, os cristãos seriam unidos à vida divina por meio de Cristo e sua natureza humana seria deificada e assim os impulsos carnais do pecado seriam subjugados. Gregório sempre baseou-se na ideia de que o mais forte sujeita o mais fraco, seja a alma, com a ajuda de Deus e escolhas morais boas, que vão espiritualizar e iluminar o corpo, ou o corpo, através de escolhas morais erradas, que irá mundanizar e afastar a alma de Deus. A ideia de Gregório não é ensinar que em Cristo há apenas uma natureza, mas que há duas naturezas em uma pessoa, embora a natureza humana tenha sido ofuscada pela divina. Gregório de Nissa segue a mesma linha de raciocínio e utiliza a analogia da gota de vinagre dentro do oceano. O vinagre continuou existindo e sendo vinagre, embora tenha se misturado completamente com as águas do oceano.

#### Cirilo de Alexandria

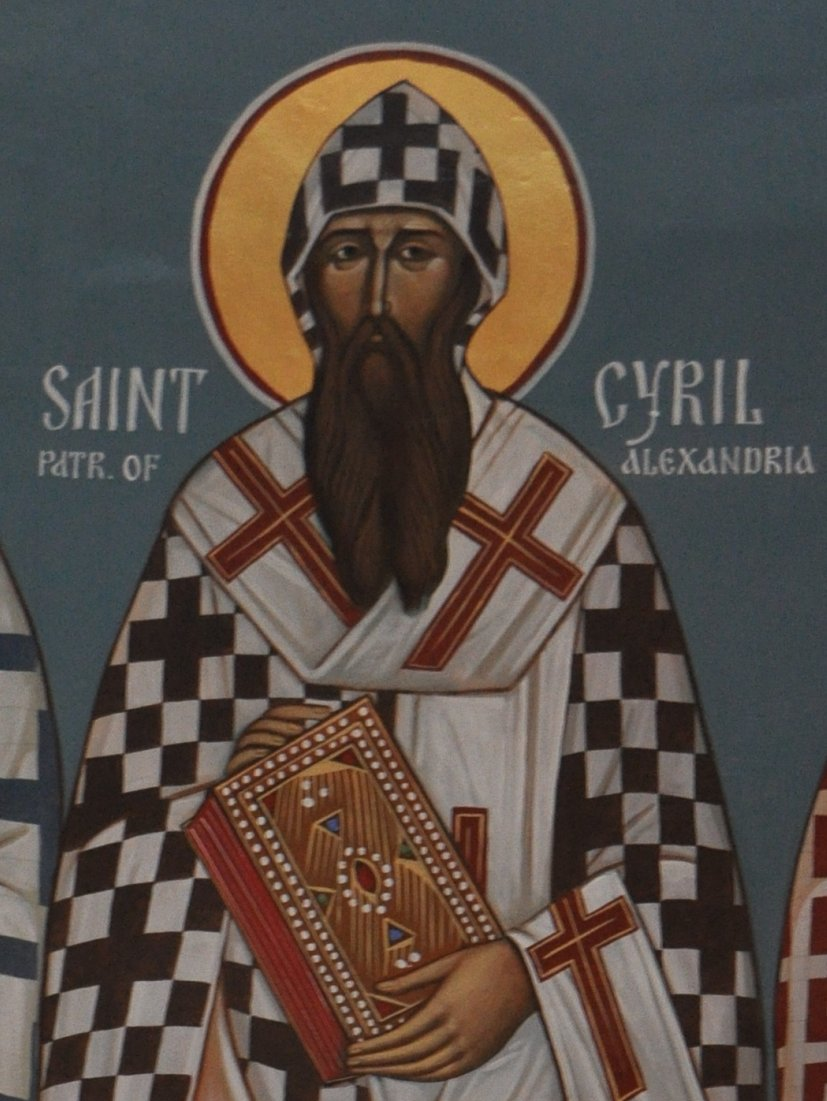
Ícone de Santo Cirilo de Alexandria

Quando Nestório começou a negar o uso do termo teótoco a Maria, Cirilo viu um ataque direto à unidade de Jesus e o risco que a Igreja sofria de considerar que Jesus não possuía a natureza divina. Nestório dizia que este título significava dizer que Deus teria nascido ou que em algum momento possuía idade e portanto não poderia ser aceito. Cirilo rebate afirmando que não é a natureza divina que nasce da virgem Maria (já que a natureza divina é incriada e eterna), mas é a Palavra Encarnada; a natureza humana em Cristo não pertence a nenhuma pessoa humana a não ser a Palavra Encarnada.

## Conclusão
O Concílio de Calcedónia, em 451, concordou com Teodoro a respeito da encarnação, entretanto o Concílio insistiu que a definição não seria da natureza e que deveria ser na pessoa, o que concordava com o conceito trinitário de Deus.
Assim, o Concílio declarou que em Cristo há duas naturezas, cada uma mantendo as suas próprias propriedades, e juntas unidas numa substância e, em uma única pessoa.
Aqueles que rejeitam o Credo da Calcedônia são também conhecidos como monofisistas porque só aceitam uma definição que caracteriza Jesus Cristo encarnado como tendo uma única natureza. Os demais são diofisistas (duas naturezas) porque aceitam a união hipostática de Cristo.
Como a compreensão humana não consegue explicar de que forma é realizada essa união das substâncias, a união hipostática de Cristo é também conhecida como "união mística".
A união hipostática foi o motivo da separação da igreja síria e alexandrina (copta) também conhecidas como Igrejas ortodoxas orientais.

## Leitura Complementar
- Ver Beeley, "Gregory of Nazianzus on the Unity of Christ", em In the Shadow of the Incarnation: Essays on Jesus Christ in the Early Church in Honor of Brian E. Daley, S.J., ed. Peter W. Martens  (Notre Dame, IN: University of Notre Dame Press, 2008), 97-120, p. 98.